# Limnonectes blythii
Limnonectes blythii es una especie de anfibio anuro del género Limnonectes de la familia Dicroglossidae.

## Distribución geográfica
Es originaria de Indonesia, Laos, Malasia, Birmania, Singapur, Tailandia, Vietnam, y Camboya.